# Exclusividades (competencia económica)
Las exclusividades en el ámbito de la competencia  son acuerdos, prácticas no disposiciones legales que otorgan derechos exclusivos a ciertos actores dentro de un mercado, limitando el acceso o participación de otros. Las exclusividades pueden influir significativamente en la estructura de los mercados, afectando el equilibrio entre la competencia y la eficiencia económica. Estas prácticas, aunque pueden fomentar eficiencias en algunos casos, son objeto de análisis por parte de las autoridades de competencia cuando generan efectos anticompetitivos que perjudican a los consumidores o bloquean la entrada de nuevos participantes, esto se da cuando la firma tiene poder sustancial de mercado y su finalidad es desplazar a sus competidores del mercado.
Las exclusividades implican una restricción impuesta por una de las partes de una relación comercial hacia la otra, limitando su interacción con terceros. Estas restricciones pueden encontrarse en múltiples sectores económicos y adoptar diversas formas contractuales o de facto lo cual es una práctica anticompetitiva.

### Tipos de exclusividades
Las exclusividades se pueden clasificar en varios tipos según su alcance y objetivo:
1. Cláusulas de exclusividad en contratos: Las cláusulas se pactan entre empresas y restringen a una de las partes de realizar transacciones con competidores.
2. Exclusividades territoriales: Consisten en otorgar derechos exclusivos a una empresa para operar en un área geográfica específica. Estas prácticas son comunes en mercados donde la distribución física es clave.
3. Exclusividades en insumos o infraestructura esencial: Se producen cuando una empresa controla un recurso crítico o una infraestructura indispensable para el funcionamiento del mercado y limita el acceso de sus competidores.
4. Exclusividades en plataformas digitales: En el entorno digital, estas prácticas incluyen acuerdos que restringen la oferta de bienes o servicios a una sola plataforma.
5. Exclusividades en licencias o propiedad intelectual: Algunos acuerdos incluyen derechos exclusivos sobre patentes o tecnologías, impidiendo que competidores accedan a ellas.

#### Posibles efectos anticompetitivos
- Cierre de mercado: Cuando una exclusividad restringe el acceso de competidores a insumos, clientes o canales de distribución, puede cerrarse el mercado para nuevos participantes.
- Incremento de barreras de entrada: Los acuerdos exclusivos dificultan la entrada de nuevos actores al mercado al requerir inversiones iniciales más altas o acceso a insumos alternativos.
- Consolidación del poder de mercado: Las empresas dominantes pueden usar exclusividades para reforzar su posición, limitando la competencia y reduciendo el bienestar del consumidor al aumentar precios o disminuir la calidad de los productos.
- Reducción de la innovación: La falta de competencia puede desalentar la inversión en innovación, al no haber presión para mejorar productos o servicios.

#### Justificaciones pro competitivas
En algunos casos, las exclusividades pueden tener beneficios legítimos que contribuyen a la eficiencia económica:
- Incentivos a la inversión: Un acuerdo exclusivo puede ofrecer a las empresas mayor seguridad para invertir en infraestructura, distribución o desarrollo de nuevos productos.
- Garantía de calidad: Las exclusividades permiten a los fabricantes mantener estándares en la distribución y comercialización de sus productos.
- Eficiencias operativas: Al centralizar la comercialización o distribución, las exclusividades pueden reducir costos y optimizar cadenas de suministro.
- Evitar la duplicación de esfuerzos: En mercados donde la infraestructura es costosa, las exclusividades pueden evitar redundancias innecesarias y generar ahorros significativos.

### Regulación de las exclusividades
La regulación de las exclusividades depende del contexto y del impacto que estas prácticas tengan sobre el mercado y los consumidores. Las autoridades de competencia, como la Comisión Federal de Competencia Económica (COFECE),  analizan caso por caso para determinar si una exclusividad tiene efectos anticompetitivos o justificaciones competitivas. en México a través del Art 56 de LFCE,  analizan caso por caso para determinar si una exclusividad tiene efectos anticompetitivos o justificaciones competitivas.

#### Los factores clave que se consideran incluyen
1. Posición de mercado: Si la empresa que impone la exclusividad tiene una posición dominante, el riesgo de efectos anticompetitivos aumenta.
2. Duración del acuerdo: Acuerdos a largo plazo pueden ser más problemáticos, ya que generan efectos de bloqueo más permanentes.
3. Alternativas disponibles: La existencia de proveedores, distribuidores o plataformas alternativas puede mitigar los efectos negativos de una exclusividad.
4. Impacto en los consumidores: Se evalúa cómo la exclusividad afecta los precios, la calidad, la variedad y la innovación en el mercado.

### Casos destacados
Microsoft  (Estados Unidos, 2001): El Caso Estados Unidos contra Microsoft y su  exclusividad al vincular Internet Explorer con su sistema operativo es un ejemplo clásico de cómo las exclusividades pueden utilizarse para reforzar una posición dominante y cerrar el mercado a competidores como Netscape.
Coca-Cola en México: La COFECE, analizan caso por caso para determinar si una exclusividad tiene efectos anticompetitivos o justificaciones competitivas, sancionó a Coca-Cola por acuerdos exclusivos con tiendas y distribuidores que impedían la venta de productos de sus competidores, restringiendo la competencia en el mercado de bebidas.